# Liban, Harghita
Liban (maghiară Gyergyólibántelep) este un sat în comuna Suseni din județul Harghita, Transilvania, România.